# VK POŠK Split
VK POŠK Split ist ein kroatischer Wasserballverein aus der Stadt Split. Es ist einer von drei Vereinen aus Split, die in der ersten Liga spielen.

## Spielstätte
Der Verein trainierte und spielte zunächst in Zenta, einem Stadtteil von Split, in dem ein Sportboothafen und ein Schwimmbad gelegen sind. Heute spielt man auf dem Areal des Poljud-Stadions, wo auch ein Schwimmbecken vorhanden ist, welches bei den Mittelmeerspielen 1975 genutzt wurde.

## Erfolge
- kroatischer Meister: 1997/98
- kroatischer Pokalsieger: 1980, 1983, 2000
- Europäischer Superkup: 1984 (Sieg über Barcelona 6:5)
- Champions League (heute Euro League): 1999
- Pokalsieger-Wettbewerb: 1982, 1984

## Bekannte Trainer
- Vlaho Asić
- Momo Ćurković
- Neven Kovačević
- Dragan Matutinović

## Bekannte Spieler
- Milivoj Bebić
- Deni Lušić
- Damir Polić
- Željko Kaurloto
- Ante Bratić
- Ivan Gabrilo
- Tino Vegar